# Zbigniew Plesner

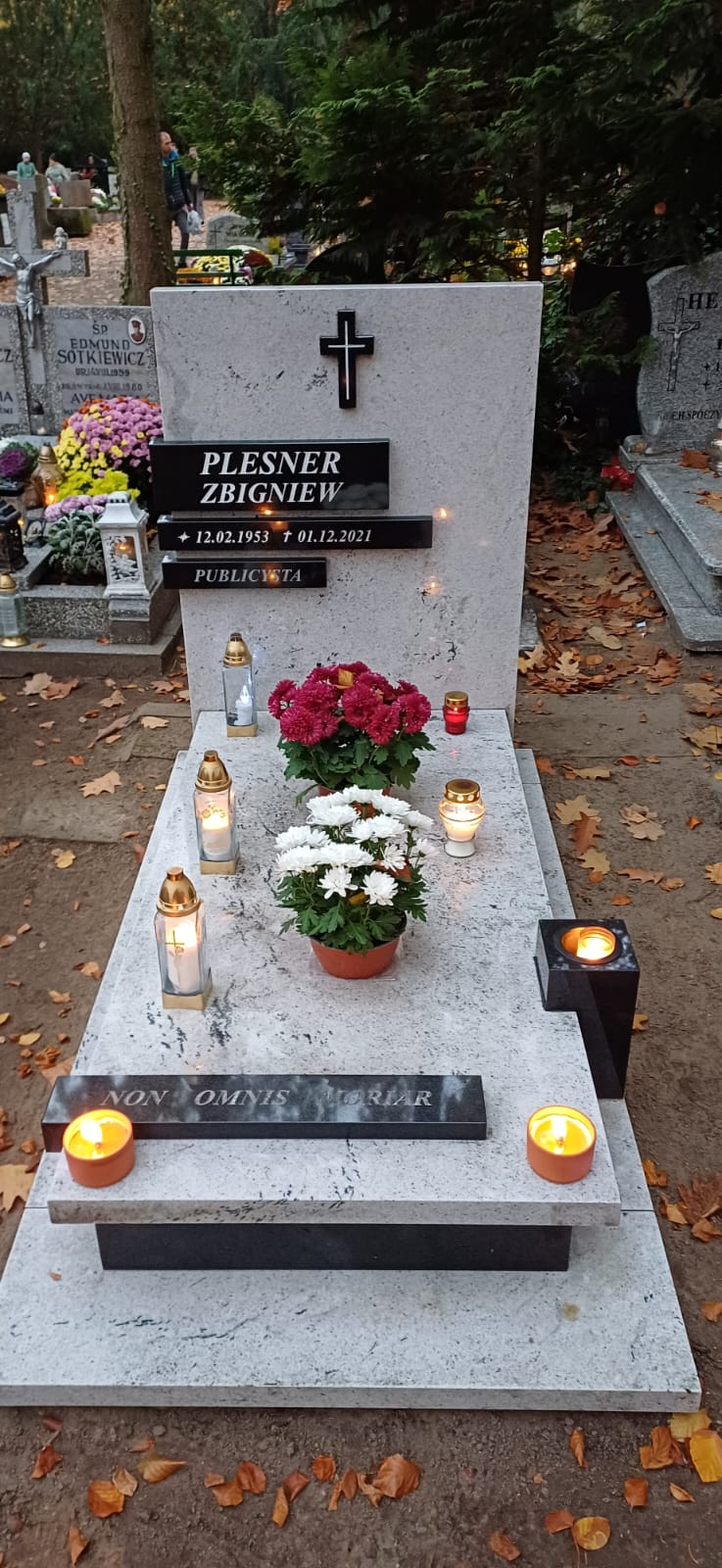
Grób Zbigniewa Plesnera na Cmentarzu Centralnym w Szczecinie

Zbigniew Plesner (ur. 12 lutego 1953 w Grabowcu, zm. 1 grudnia 2021 w Szczecinie) – polski dziennikarz radiowy i publicysta, w latach 1978–2012 pracownik Polskiego Radia Szczecin, współpracownik stacji Deutsche Welle i Norddeutscher Rundfunk. Absolwent kulturoznawstwa Uniwersytetu Wrocławskiego. Ważną część jego dorobku stanowią audycje dokumentalne i reportaże historyczne poświęcone tematyce niemieckiej i stosunkom polsko-niemieckim, II wojnie światowej na Pomorzu Zachodnim, a także krajom nadbałtyckim (magazyn "Dookoła Bałtyku") i integracji europejskiej (magazyn "Dookoła Europy"). Był też redaktorem odpowiedzialnym za audycje Związku Ukraińców w Polsce ("Kontakty i zbliżenia"). Wielokrotnie odznaczany i nagradzany, m.in. przez Ministerstwo Obrony Narodowej i Pomorski Okręg Wojskowy. Laureat Polsko-Niemieckiej Nagrody Dziennikarskiej w kategorii Radio (1999) oraz Nagrody Dziennikarskiej Parlamentu Europejskiego w kategorii radiowej (2009).
Zmarł 1 grudnia 2021 roku w Szczecinie. Pochowany został na cmentarzu Centralnym w Szczecinie (kwatera 29B, rząd 5, grób numer 2).